# Krokodil (Wappentier)
Das Krokodil ist in der Heraldik ein Wappentier.
Die gemeine Figur wird meist schreitend mit aufgerissenem Maul dargestellt, seine übliche Farbe ist Grün als heraldische Tinktur oder in natürlichen Farben, was dann etwa bräunlich dargestellt wird – wie immer in der Heraldik ist aber jede andere Farbe auch möglich. Als relativ junges Wappenbild gibt es keine explizite tradierte Standardisierung, sodass im Zweifelsfall ausführlicher blasoniert wird.
Es ist unter anderem das Wappentier von Lesotho (wo es sich – seit 2006 blau – im landestypischen Lesothoschild windet).

## Beispiele

linksgewandt, angekettet (Nîmes FR)
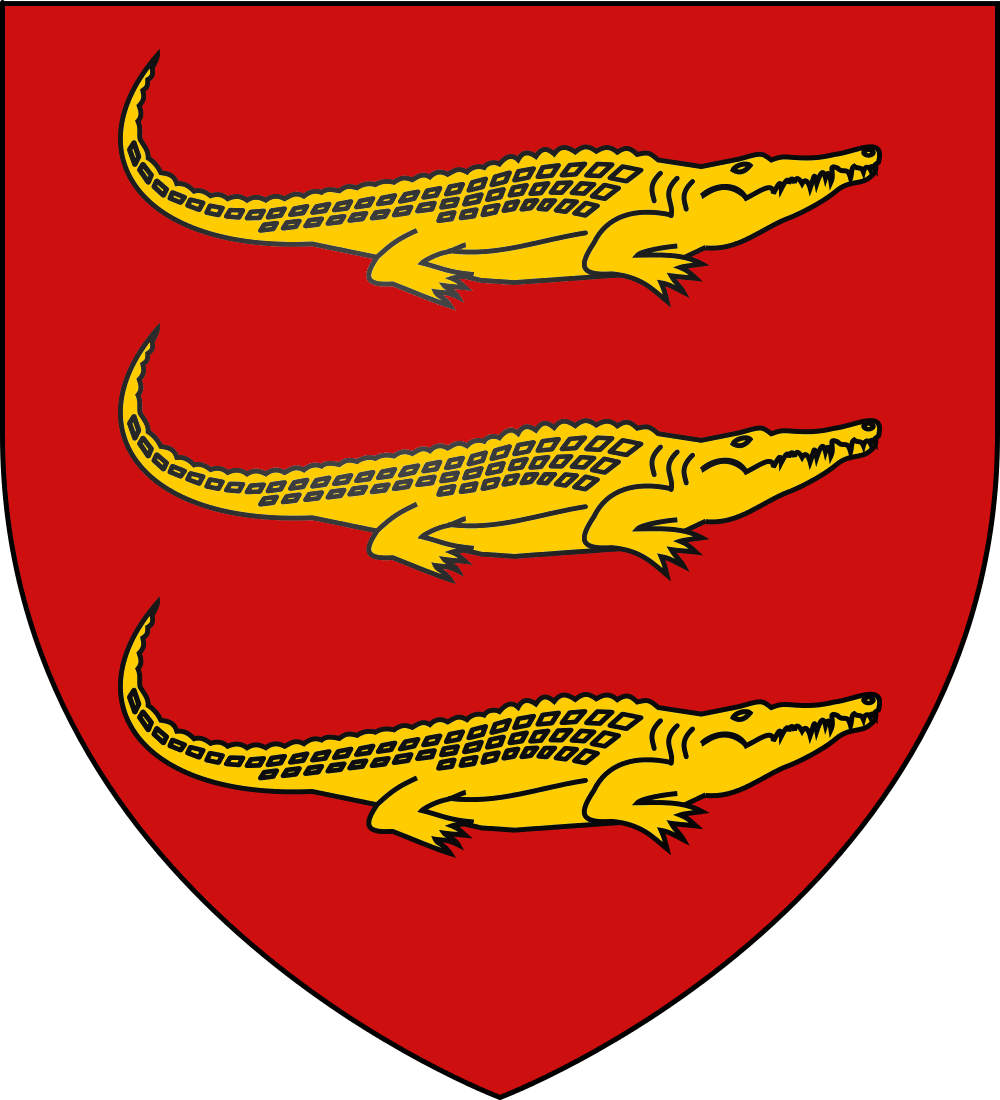
pfahlweise (Bamako/Mali)
gekrümmt, blau[1] (Lesotho)
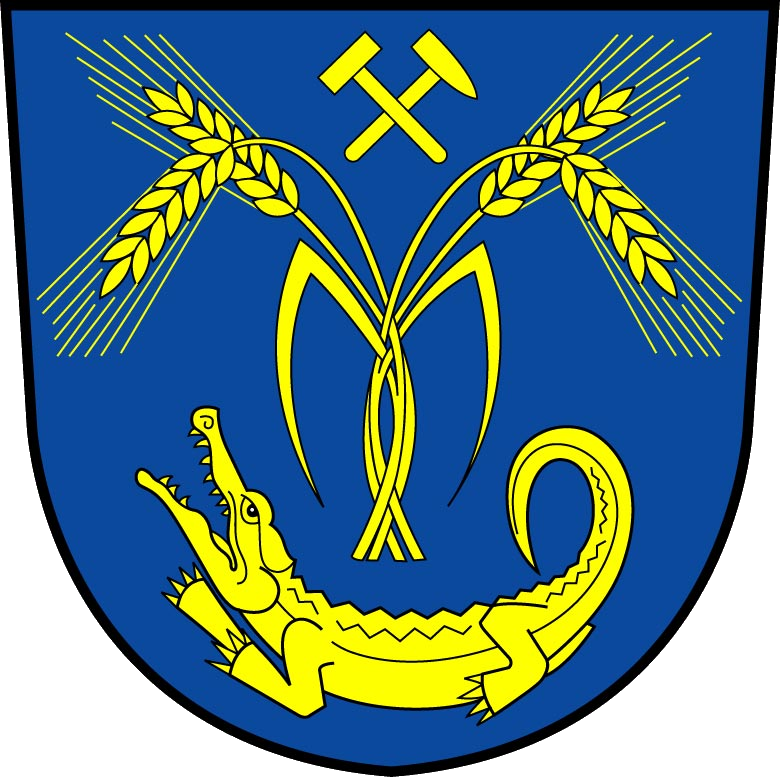
gold[2] (Tlučná CZ)
aufgerichtet zu Seiten eines Turms (rechts ein Tiger, Chocó CO)
im Oberwappen (Jamaika)